# Marvell (Arkansas)
Marvell es una ciudad ubicada en el condado de Phillips en el estado estadounidense de Arkansas. En el Censo de 2010 tenía una población de 1186 habitantes y una densidad poblacional de 322,02 personas por km².

## Geografía
Marvell se encuentra ubicada en las coordenadas 34°33′23″N 90°54′55″O / 34.55639, -90.91528. Según la Oficina del Censo de los Estados Unidos, Marvell tiene una superficie total de 3.68 km², de la cual 3.68 km² corresponden a tierra firme y (0%) 0 km² es agua.

## Demografía
Según el censo de 2010, había 1186 personas residiendo en Marvell. La densidad de población era de 322,02 hab./km². De los 1186 habitantes, Marvell estaba compuesto por el 35.5% blancos, el 62.39% eran afroamericanos, el 0.25% eran amerindios, el 0.17% eran asiáticos, el 0% eran isleños del Pacífico, el 0.34% eran de otras razas y el 1.35% pertenecían a dos o más razas. Del total de la población el 1.1% eran hispanos o latinos de cualquier raza.